# Óscar Dastés
Oscar Sebastián Dastés García (Montevideo, 24 de mayo de 1978) es un exfutbolista y femicida uruguayo. Jugaba de mediocampista.
Era un jugador de muy buena técnica, llegada al gol y buen juego aéreo. Debutó en 1998 en Central Español y pasó después por El Tanque Sisley, Deportivo Colonia, Rentistas, Rampla Juniors, Sport Áncash de Perú, Atenas y nuevamente El Tanque Sisley, donde se retiró en 2010.
En 2001 fue despedido de Central Español por dar positivo en un control antidopaje. Posteriormente se volvió adicto a drogas como la cocaína y la pasta base.

## Femicidio
La noche del 16 de noviembre de 2012, Dastés se dirigió a casa de su expareja, Carolina Souza Manancero, en La Unión. Tras una discusión, Dastés le disparó a la mujer en la nuca con un revólver que había robado de la carnicería en la que trabajaba, y luego intentó suicidarse disparándose en el ojo derecho, sin éxito. Souza, que tenía 26 años y era madre de dos hijos de 4 y 7 años, falleció en el hospital dos días después. Dastés había agredido y amenazado de muerte  a su víctima en numerosas ocasiones, a menudo bajo los efectos de las drogas.